# Monte Granholm
Il Monte Granholm (in lingua inglese: Mount Granholm) è una montagna antartica, alta 2.440 m, situata 17 km a sudest del Monte Pittard, nel settore nordoccidentale dei Monti dell'Ammiragliato, in Antartide. 
Il monte è stato mappato dall' United States Geological Survey (USGS) sulla base di rilevazioni e foto aeree scattate dalla U.S. Navy nel periodo 1960-63.
La denominazione è stata assegnata dall' Advisory Committee on Antarctic Names (US-ACAN) in onore di Nels H. Granholm, biologo dell'United States Antarctic Research Program (USARP) che ha effettuato ricerche presso la base di Capo Hallett durante la stagione 1967-68.